# Greatest Hits (Bruce Springsteen & The E Street Band)
Greatest Hits è la quinta compilation di Bruce Springsteen, pubblicata nal 2009.

## Storia
È stato pubblicato in edizione limitata negli Stati Uniti, in Canada e in Australia il 13 gennaio 2009. Il successivo 1º giugno, in concomitanza con il Working on a Dream Tour, è uscito anche in Europa con una diversa tracklist.
L'album raccoglie diciotto brani pubblicati tutti con la E Street Band da Greetins from Asbury Park, N.J. a Magic più due brani in versione live

## Tracce

### Edizione americana
1. Rosalita (Come Out Tonight)  – 7:05
2. Born to Run – 4:30
3. Thunder Road – 4:48
4. Darkness on the Edge of Town – 4:29
5. Badlands – 4:03
6. Hungry Heart – 3:20
7. Glory Days – 3:49
8. Dancing in the Dark – 4:03
9. Born in the U.S.A. – 4:41
10. The Rising – 4:50
11. Lonesome Day – 4:08
12. Radio Nowhere – 3:19

### Edizione europea
1. Blinded by the Light
2. Rosalita (Come Out Tonight)
3. Born to Run
4. Thunder Road
5. Badlands
6. Darkness on the Edge of Town
7. Hungry Heart
8. The River
9. Born in the U.S.A.
10. I'm on Fire
11. Glory Days
12. Dancing in the Dark
13. The Rising
14. Lonesome Day
15. Radio Nowhere
16. Long Walk Home
17. Because the Night (Live)
18. Fire (Live)